# SoulCalibur
SoulCalibur (auch Soul Calibur, Soulcalibur oder SOULCALIBUR geschrieben oder als SC abgekürzt; jap. ソウルキャリバー, Sōrukyaribā) ist eine Fighting-Game-Serie des Softwareherstellers Namco. Besonderheit der Serie ist, dass die Kämpfe neben dem genreüblichen Repertoire an Schlägen und Tritten auch mit Waffen ausgetragen werden. Zentraler Angelpunkt der Serie sind zwei Schwerter, das „böse“ Soul Edge und das „gute“ Soul Calibur, die von den spielbaren Charakteren aus verschiedenen Motiven begehrt werden.

## Chronologie
- Soul Edge (1995) – Arcade
- Soul Edge (Zweite Version) (1996) – Arcade, PlayStation
- SoulCalibur (1998) – Arcade, Dreamcast, iOS (2012), Android (2013)
- SoulCalibur II (2003) – Arcade, PlayStation 2, Xbox, GameCube
- SoulCalibur III (2005) – PlayStation 2
- SoulCalibur Legends (2007) – Wii
- SoulCalibur IV (2008) – PlayStation 3, Xbox 360
- SoulCalibur Broken Destiny (2009) – PlayStation Portable
- SoulCalibur V (2012) – PlayStation 3, Xbox 360[1]
- SoulCalibur VI (2018) – PlayStation 4, Xbox One, Windows

Um lizenzrechtlichen Problemen mit dem Spielemagazin Edge zu entgehen, wurde Soul Edge in den USA und Europa als Soul Blade vertrieben.
Bei SoulCalibur Legends handelt es sich um einen im Action-Adventure-Genre angesiedelten Ableger.

## Szenerie
Die Rahmenhandlung kreist um zwei mächtige, beseelte Schwerter. „Soul Edge“ ist ein Dämonenschwert, welches aber von vielen nicht als solches angesehen wird. Diverse Lügengeschichten beschreiben die Klinge als Quell der ewigen Jugend oder als Heilmittel aller Krankheiten. In Wirklichkeit aber ist das Schwert durch und durch bösartig. „Soul Calibur“ hingegen ist ein heiliges Schwert des Lichts und der Reinheit. Man sagt auch, dass diese Klinge der Gegenpol zu Soul Edge ist.
Die Geschichte von SoulCalibur ist im 16. Jahrhundert angesiedelt und dreht sich um ein mächtiges Schwert namens Soul Edge. Eine Kriegerin (Sophitia) zerstört die böse Klinge und erliegt somit unabsichtlich der bösen Energie des Soul Edge, die Kontrolle zu übernehmen und die Splitter über die ganze Welt zu verteilen. Der Rest des Schwertes wird vom Helden Siegfried gefunden. Es vergiftet seinen Verstand und veranlasst ihn, drei Jahre lang Unschuldige zu ermorden. Während dieser Zeit wird er unter dem Namen Nightmare bekannt. Zur selben Zeit taucht ein mächtiges Schwert des Guten, „SoulCalibur“, auf und vernichtet Soul Edge. Die ganze Macht von Soul Edge kann jedoch nicht bezwungen werden, weshalb sein Einfluss immer noch zu spüren ist.
Mehrere Kämpfer verfolgen das Schwert, jeder aus einem persönlichen Grund, und versuchen, Soul Edge für sich zu gewinnen.
Zu Beginn des dritten Soul-Calibur-Teils schafft es Nightmare, sich von Siegfried zu lösen, doch dabei wird Soul Edge von Siegfried zerstört. Nightmare trägt nun das Phantom von Soul Edge und versucht, Siegfried zu töten, um Soul Edge wiederzubeleben. Dies scheitert und Soul Edge sowie Soul Calibur werden versiegelt.
Zu Beginn des vierten Teils der Geschichte werden Soul Edge und Soul Calibur wiedererschaffen und finden zu ihren Trägern Nightmare und Siegfried zurück, doch bei der Reanimation der beiden Schwerter lief irgendetwas schief.
Zu Beginn des fünften Teils kommt es zum entscheidenden Kampf zwischen Siegfried und Nightmare, bei dem Nightmare vorerst vernichtet wird. Danach macht die Geschichte einen Sprung ins Jahr 1609. Patrokolos, der Sohn von Sophitia, tötet im Auftrag des Grafen Dumas die sogenannten Verderbten im alten Europa und sucht nebenbei nach seiner Schwester Pyrrha.

## Serientypische Merkmale

### Waffen
Die Idee, Waffen in Kampfspielen einzubauen, ist zwar nicht neu (Samurai Shodown ist ein Beispiel für ein 2D-Kampfspiel mit Waffen), aber die Soul-Calibur-Reihe war die erste, in der Waffen in 3D und mit großem Erfolg und Stil eingebunden wurden. Abgesehen von der ästhetischen Seite kann man mit Waffen eine weit größere Vielfalt an Kampfstilen unterbringen und Unterschiede zwischen den Kämpfern besser herausarbeiten. Dabei wurde als wesentlicher Bestandteil auch die Reichweite dieser Waffen berücksichtigt und in die KI eingebaut, sodass Kämpfer mit Stabwaffen den Gegner auf Abstand zu halten versuchen.
Abgesehen von dem Waffeneinsatz ist das Interaktionsverhalten zwischen zwei Spielfiguren aber das übliche wie bei fast jedem Fighting Game; es gibt also keine lange Folge von Schlagfolgen, bei denen sich nur die Waffen gegenseitig treffen und parieren. Dennoch verzichtet die Reihe auf explizite Gewaltdarstellung (etwa Blut) bzw. verharmlost diese, obwohl sich die Protagonisten häufig mit scharfen Klingen durchbohren u. Ä., ohne dass der Kampf ob dessen sofort entschieden wäre. Trotz des Potenzials ist die Reihe also nicht mit z. B. Mortal Kombat zu vergleichen.

### Eight-Way Run
3D-Grafik-Kampfspiele hatten bis zu SoulCalibur lediglich eine eingeschränkte Bewegungsmöglichkeit in der Tiefe des Raumes, wo bis dato zum Beispiel Rollen genutzt wurden, um sich zur Seite zu hechten. In SoulCalibur erzeugt eine Bewegung am Joystick eine Bewegung in die entsprechende Richtung auf dem Kampffeld. Das ermöglicht mehr Bewegungsfreiheit und strategische Möglichkeiten während des Spielgeschehens.

### Forgiving buffering
Als Buffering bezeichnet man die Zwischenspeicherung der Eingabe, während die Spielfigur noch eine Bewegung ausführt. In Tekken und Virtua Fighter müssen Tastenkombinationen schnell und präzise eingegeben werden, um gute Schlagkombinationen zu erreichen. SoulCalibur bietet hier etwas mehr Spielraum.

## Kampfsystem
Allgemein bietet die SC-Reihe zwar ein effektreiches Kampfgeschehen, bei dem mitunter unrealistische Waffen und Auswirkungen eingesetzt werden und die Figuren trotz Verletzung durch z. B. Schwerter weiterkämpfen können, das eigentliche Kampfverhalten aber weitestgehend realistisch ist. Es gibt also nur ganz vereinzelt Techniken, die einem Geschoss oder teleport-ähnlichen Aktionen gleichen (vergleiche hier zu etwa Street Fighter). Dennoch stellt die Reihe keine Kampfsimulation dar und ist insgesamt weniger realistisch als z. B. sogar die hausinterne Konkurrenz Tekken.
Das Kampfsystem beinhaltet grundsätzlich horizontale und vertikale Attacken sowie Tritte. Zudem verfügt jeder Kämpfer eine Reihe an Wurf- und Grifftechniken, die durch Tastenkombination und Position (Nähe + Stellung) zum Gegner ausgelöst werden.
Um Angriffe abzuwehren, stehen eine normale Deckung sowie die aktive Verteidigung zur Verfügung. Bei Letzterem kann man den Angriff eines Gegners parieren, so dass dieser das Gleichgewicht für wenige Augenblicke verliert und in dieser kurzen Zeit nicht reagieren kann. Außerdem besitzen die meisten Kämpfer spezielle Schläge, die denselben Effekt wie die aktive Deckung haben, sofern der Gegner in diesem Augenblick den Konterschlag mit seinem eigenen Angriff berührt (in Calibur II sind diese Counter-Schläge z. B. violett eingefärbt).
Zusätzlich bietet das Spiel durch das Eight-Way-Run-System (8WR) nicht nur die Möglichkeit, dem Gegner nach hinten auszuweichen, sondern auch zur Seite. Während dieser Ausweichbewegungen können zudem spezielle Schlagvarianten abhängig von der Bewegungsrichtung abgerufen werden.
Jeder Kämpfer beherrscht ein gewisses Repertoire an Guard Breakern (signalisiert durch bläuliche Blitze an der Waffe (SCII)), welche die Deckung des Gegners durchbrechen können, ihn dann aber nicht direkt verletzen, sondern diesen nur für wenige Augenblicke wehrlos machen, woraufhin dann weitere Angriffe erfolgen können. Trifft ein solcher Guard-Breaker-Schlag aber einen ungeschützten Gegenüber, verletzt er ihn normal in seinem festgelegten Schadenspotenzial.
Schließlich gibt es mächtige Unblockables; Schläge, die durch Blitz und Feuer an der Waffe signalisiert werden: sie können sowohl die Deckung durchbrechen und im gleichen Zuge auch direkt verletzten. Allerdings können entsprechende Attacken alle nur langsam in Relation zu der jeweiligen Kampfgeschwindigkeit des Charakters ausgeführt werden, was das Ausweichen etwas erleichtert.
Damit verwandt kann jeder Charakter sich konzentrieren, dass die Kraft der Seelen sich bei ihm sammelt. Je länger er die Zeit dafür hat, desto stärker und deckungsbrechender werden die in diesem Zustand ausgeführten Schläge (erkennbar an der Farbe, welche die Figur annehmen konnte). Es gibt etwa in SCII drei Stufen, die man erreichen kann. Im Gegensatz also zu den speziellen „Unblockable“-Moves und den Guard Breakern nimmt in diesem Seelenzustand jeder Angriff die jeweiligen Eigenschaften an und wird so zu einem Seelenangriff. Allerdings muss der Schlag schnell eingesetzt werden, da der Seelenzustand schnell verfliegt. Zudem erfordert das Aufladen der Seelen Zeit und Distanz. Muss man das Sammeln der Seelen zu früh abbrechen, werden entsprechend die Schläge schwächer. Muss man einen Gegentreffer hinnehmen, ohne dass man einen Seelenangriff platzieren konnte, verfliegt der Seelenzustand augenblicklich.
Ab SoulCalibur II ist zusätzlich noch ein sogenanntes clash system beinhaltet. Wenn sich also zwei Waffen aufgrund gleichzeitiger Angriffe der Opponenten direkt treffen, enden beide Angriffe im Nichts – dies gilt allerdings nur, wenn ein horizontaler Schlag auf einen vertikalen trifft.
Dieses Spielgeschehen variiert leicht, je nachdem welche Zusatzwaffen von den Figuren eingesetzt werden. Nur die Standardwaffen setzen die gleichen Bedingungen zwischen den Figuren (abgesehen natürlich von Reichweite und Technik). So ermöglichen es einige Waffen mancher Kämpfer, den Gegner trotz passiver Deckung (leicht) zu verletzen (ohne dabei aber die Deckung zu durchbrechen) – dafür hat auch jede dieser Waffen dann auch mind. einen Nachteil (etwa leichte Schadensreflexion, horizontale Angriffe werden unwahrscheinlicher mit einem vertikalen Angriff gekontert etc.).

## Gastauftritte
Ein charakteristisches Merkmal der Serie sind zudem die Gastauftritte von Charakteren aus anderen Franchises. Erstmals wurde dies in SoulCalibur II praktiziert und seither regelmäßig fortgesetzt.
Die Gastcharaktere bei SoulCalibur II unterscheiden sich je nach Konsole: In der GameCube-Version ist es Link aus der Zelda-Reihe, in der PlayStation-2-Version Heihachi Mishima aus der Tekken-Reihe und in der Xbox-Version der Comic-Charakter Spawn.
In SoulCalibur IV stehen mehrere Charaktere aus dem Star-Wars-Universum zur Verfügung. In der PlayStation-3-Variante war dies zunächst exklusiv Darth Vader, auf Xbox 360 Yoda. Nach einigen Monaten konnte dann auch der jeweils andere Charakter über den PlayStation Store bzw. Xbox Live kostenpflichtig heruntergeladen werden.
In beiden Versionen integriert ist zudem Darth Vaders geheimer Schüler und Protagonist des Spiels Star Wars: The Force Unleashed.
In Broken Destiny hat Kratos, Protagonist der God-of-War-Serie, einen Gastauftritt.
Die Spielfigur Yoshimitsu stammt ursprünglich aus der Tekken-Reihe und wird nun von Namco in beiden Reihen regelmäßig verwendet.
In Legends wurde Lloyd Irving aus Tales of Symphonia verwendet.
Im fünften Teil war Ezio Auditore da Firenze, Hauptfigur der Assassin's-Creed-II-Reihe, Gastcharakter. Außerdem konnte man den Kampfstil des Tekken-Charakters Devil Jin verwenden.
Im sechsten Teil hat Geralt von Rivia aus dem Spiel The Witcher 3: Wild Hunt einen Gastauftritt.

## Fans & Reputation
Hinter den Spielen der Reihe hat sich eine relativ große Fangemeinde gebildet. Dem wurde Namco bei SoulCalibur für die Dreamcast insofern gerecht, dass man sich viele Renderbilder und auch sogenannte FanArts freispielen kann. Dieses Feature wurde auch beim Nachfolger SoulCalibur II beibehalten, allerdings nicht in dem Ausmaß wie in seinem Vorgänger.
Kritisiert wird die Reihe hingegen von einigen Videospielern und Fachmagazinen, die dem Spiel zu geringe Spieltiefe/Anforderung beim Spielen gegen die CPU vorwarfen und den hohen Button-Mashing-Anteil, der insbesondere im Zweispielermodus auffällt, bemängelten.
SoulCalibur hat im Gegensatz zu Spielen wie Tekken sehr wenige „Blockstuns“, das sind Moves, die einem sogar bei erfolgreichem Block des Gegners trotzdem einen zeitlichen Vorteil verschaffen und erst die Voraussetzung für Button Mashing bieten. Das Spielprinzip ist es, nur zu schlagen bzw. zu kontern, wenn man erfolgreich geblockt oder pariert hat. Trifft man den Gegner, so ist man zeitlich leicht im Vorteil, machen also beide Spieler nach einem Hit einen gleich schnellen Move, so trifft der, der auch zuvor den Hit gelandet hat. Blockt der Gegner, so ist man zeitlich im Nachteil, machen also beide wieder einen gleich schnellen Move, so trifft der, der zuvor erfolgreich geblockt hatte.
Die einzige Ausnahme sind die sogenannten „Blockstuns“, sie geben nicht nur auf Hit, sondern auch auf Block einen zeitlichen Vorteil. Jedoch hat in SoulCalibur jeder Charakter nur sehr wenige Moves dieser Sorte, anders als z. B. in Tekken. Ein ständiges „Mashen“ auf die Knöpfe bringt in SoulCalibur also keinen Vorteil, sobald der Gegner die grundlegenden Eigenschaften des Spiels verstanden hat. Dies bedeutet, nach einem Block kann man schlagen.